# 沙寧利·尼亞斯
沙寧利·尼亞斯（英語：Sainey Nyassi，1989年1月31日—），岡比亞职业足球运动员，现效力于美國職業足球大聯盟球会新英倫革命，他曾代表岡比亞出席過2007年世界青年足球錦標賽。